# Miloslav Mečíř
Miloslav Mečíř (Bojnice, 19 de Março de 1964) é um ex-tenista profissional eslovaco, campeão olímpico.

## Grand Slam finais

### Simples: 2 (0–2)
| Resultado | Ano  | Campeonato      | Piso | Oponente   | Placar        |
| Vice      | 1986 | US Open         | Duro | Ivan Lendl | 4–6, 2–6, 0–6 |
| Vice      | 1989 | Australian Open | Duro | Ivan Lendl | 2–6, 2–6, 2–6 |

## WCT finais

### Simples: 1 (1–0)
| Resultado | Ano  | Campeonato | Piso        | Oponente     | Placar             |
| Campeão   | 1987 | Dallas     | Carpete (i) | John McEnroe | 6–0, 3–6, 6–2, 6–2 |

## Olimpíadas

### Simples: 1 (1 ouro)
| Resultados | Ano  | Campeonato | Piso | Oponente    | Placar             |
| Ouro       | 1988 | Seul       | Duro | Tim Mayotte | 3–6, 6–2, 6–4, 6–2 |